# Barrio Punto Fijo
Punto Fijo es uno de los sectores que forman la ciudad de Cabimas en el estado Zulia (Venezuela), pertenece a la parroquia Rómulo Betancourt. Recibe su nombre de los inmigrantes falconianos que llegaron a Cabimas con motivo de la industria petrolera, de poblaciones como Punto Fijo.

## Ubicación
Punto Fijo I  se encuentra entre los sectores:  Las Parcelitas y  Las Acacias al norte (callejón Nueva y calle las Acacias), terrenos baldíos al este, Punto Fijo II al sur (carretera K) y  Los Nísperos al oeste (Av 42).

## Zona Residencial
Punto Fijo es un sector con poca infraestructura donde coexisten quintas con viviendas humildes, algunas calles son de tierra y otras están en mal estado, tiene una escuela, una cancha y una plaza (esta última en la Av 43).

## Transporte
La ruta Nueva Rosa de Nueva Cabimas pasa por el sector en la estación seca porque es intransitable en época de lluvias, cuando pasa es por la J y la 43.